# Asociación de Cronistas del Espectáculo
Pour les articles homonymes, voir ACE.
L'Asociación de Cronistas del Espectáculo (ACE), est une association argentine créée en 1991, remettant chaque année une récompense baptisée ACE aux œuvres de théâtre méritantes. Le prix ACE est considéré comme la plus haute récompense de théâtre en Argentine.